# 更楼 (佛山)
更楼，位于中国广东省佛山市顺德区乐从镇，建于1925年。1998年12月1日，列入顺德市文物保护单位；2006年，列入佛山市文物保护单位。